# Opel Speedster
Opel Speedster är en öppen tvåsitsig sportbil som tillverkades mellan 2001 och 2005 (Turbo versionen mellan 2003 och 2005). Speedstern byggdes av Lotus och har samma chassi som Lotus Elise. Speedster finns i två varianter, 2,2 (147 hk) och 2,0 Turbo (200 hk). Båda varianterna har mittmonterad motor och bakhjulsdrift. I England heter samma bil Vauxhall VX220. Totalt tillverkades 8000 exemplar varav Turbo modellen tillverkades i endast 1000 exemplar vilket gör den till en samlarbil. 
Exteriört skiljer sig Opel Speedster Turbo från Opel Speedster i en rad detaljer. Bakre och främre spoiler, svarta insatser till lyktorna bak och fram, andra fälgar, turboemblem, annat emblem i grillen, förhöjda galler på motorluckan samt större luftintag på sidorna.
Den låga vikten (870-930 kg), och tyngdpunkten ger bilen mycket bra prestanda, speciellt på kurviga vägar.
Icke-turbo varianten gör enligt Opel 0–100 km/h på 5,9s och turbo-varianten gör 0–100 km/h på 4,9s.
Bilen är 5-växlad och karossen är gjord i glasfiber. Opel Speedster har inte servostyrning men däremot är ABS standard.
Utöver det som går att läsa i informationsboxen till höger kan nämnas att Speedster har en spårvidd på 145 cm fram och 148,8 cm bak samt att maxlasten är 205 kg.
Många tror att efterträdaren är Opel GT men detta stämmer ej då det är helt olika typer av bilar, Speedstern hade ingen efterträdare. 
Bilen finns med i spelen Forza Motorsport, Need for Speed: Hot Pursuit 2, Gran Turismo 3, Gran Turismo 4 och Sega GT 2002.